# Płyta Tonga

Płyta australijska zaznaczona kolorem pomarańczowym

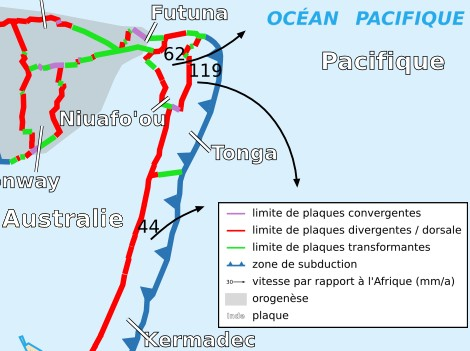
Płyta Tonga

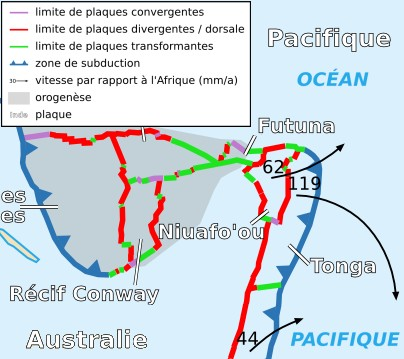
Płyta Tonga

Płyta Tonga − niewielka płyta tektoniczna (mikropłyta), położona w zachodniej części Oceanu Spokojnego, uznawana za część większej płyty australijskiej.
Płyta Tonga od północy i wschodu graniczy z płytą pacyficzną, od południa z płytą Kermadec i od zachodu z płytami australijską i Niuafo'ou.